# Samostan Horomos
Horomos (armensko Հոռոմոս, Horomos), znan tudi kot Horomosivank, Gošavank, Hočavank ali Hoša Vank, je zapuščen in porušen srednjeveški armenski samostanski kompleks približno 15 kilometrov severovzhodno od ruševin Anija, glavnega mesta Bagratidske Armenije, v današnji vzhodni Turčiji. Horomos je z nizom cerkva, kapel in grobnic opisan kot eno najpomembnejših duhovnih in kulturnih verskih središč v srednjeveški Armeniji in eno največjih na celotnem krščanskem Vzhodu.

## Zgodovina
Samostan Horomos je ustanovila skupina armenskih menihov okoli leta 931–936, med vladavino kralja Abasa I. Armenskega (vladal ok. 929–953). Samostanski kompleks se je sčasoma širil in vključeval cerkve sv. Janeza, Mina in Jurija, vrsto velikih dvoran (gavitov), slavolok ter različne manjše kapele in mavzolej. Služil je kot pokopališče plemiških družin, med njimi Ašota III. Armenskega (vladal 953–977), Gagika I. Armenskega (vladal 989–1020), Hovhannesa-Smbata III. in Zakaridov v 13. stoletju in je nekakšen armenski "Saint-Denis".

### Cerkev sv. Janeza (1038)
Cerkev sv. Janeza (armensko Surb Jovhannēs), ki je zdaj v ruševinah, je leta 1038, kot piše v napisu, zgradil kralj Hovhannes-Smbat III., sin Gagika I. Armenskega.

### Žamatun cerkve sv. Janeza (1038)
Žamatun cerkve sv. Janeza je prvi znani primer žamatuna ali gavita v Armeniji, arhitekturnega elementa, zgrajenega pred cerkvijo kot nekakšno zbirališče. Datiran je v leto 1038, zgradil pa ga je kralj Hovhannes-Smbat III. V posvetilnem napisu se omenja kot žamatun:
"V letu Armencev 487 [tj. 1038] sem jaz, šahanšah Hovannes, sin šahanšaha Gagika, podaril svoj vinograd v Kolbu tej moji cerkvi Surb-Jovannes [svetega Janeza], ki sem jo zgradil v tem samostanu Hoṙomos, skupaj s tem žamatunom ... "
— posvetilni napis gavita
V gavitu je grobnica kralja Hovhannes-Smbata III.
- Žamatun s stebriščnim razglednim stolpom nad celim okulusom[7]
- Notranjost žamatuna
- Stebri žamatuna in osmerokotni obok, ki simbolizira tetramorfni prestol in zadnjo sodbo[8]
- Prerez cerkve in njenega gavita oziroma žamatuna

### Kapela Ruzukan (1215)
Kapela Ruzukan je dvonadstropna grobnica z veliko komoro in tremi majhnimi kapelami na vrhu, zgrajena ob južni steni cerkve sv. Janeza. Sodeč po napisu je gradnjo kapele leta 1215 naročila Kutlu Hatun za svojo mater Ruzukan. Gradila se je pod nadzorom škofa Sargisa.
Vhod v glavno komoro je na zahodni strani. Krasi jo trikraki obok, ki ga podpirajo štirje stebri, vzhodna stena pa je okrašena s štirimi hačkarskimi križi. Obok ima v središču osmerokotno zasnovo in je okrašen s prefinjenimi geometrijskimi vzorci. Stranske stene obdaja linearni dekorativni relief, znan kot 'seldžuška veriga', čeprav so ga v Armeniji uporabljali že pred prihodom Seldžukov. Številne podobne dekorativne elemente najdemo v Veliki mošeji in bolnišnici Divriği, zgrajeni leta 1228.
Južno od kapele Ruzukan je kapela Hatun iz Anija, ki je zdaj popolnoma porušena.

### Mavzolej kneza Vaceja  Vacutjana (1229)
Južno od cerkve sv. Janeza in njenega žamatuna je ohranjen blok treh zasebnih stavb. Ena od njih je mavzolej kneza Vaceja Vacutjana, guvernerja Anija v letih 1213–1232 in ustanovitelja vacutijske dinastije vazalov Zakaridov, zgrajen leta 1229. Mavzolej je kvadraten prostor velikosti približno 8 x 8 metrov, obdan s slepimi arkadami, ki podpirajo ogromno kamnito šotorsko strukturo kapniških obokov. Struktura je visoka približno šest metrov, mavzolej pa je dolg okoli devet metrov. Fotografije iz 19. stoletja prikazujejo zid in začetek kamnite kapniške strukture. Tovrstne strukture so vidne tudi v drugih spomenikih, na primer v cerkvi Svetih apostolov v Aniju. Na timpanonu je posvetilni napis: 
"Po Kristusovi milosti sva jaz, Vace, sin Sargisa, in moja žena Mamaksatun, hči Abuserha, zgradila to dvorano relikvij v tem samostanu Horomos pod vodstvom prelata Ter Barsela, sina Amirja Erkata, in knjižnici podarila vinograd, ki sva ga kupila v Avsakanu, za pisarno in za relikvijo. Cerkvi sva podarila tudi ... zlata in dva srebrna flabela. V zameno so nama menihi tega kapitula podelili mašo prvo nedeljo po veliki noči v cerkvah tega kraja. Nadalje sva podarila vinograd Pasakan hol, tisti, ki bo redno skrbel za naše maše, pa bo imel prosto dostop do vina. Zato bodo tisti, ki bodo izpolnili to pismo, blagoslovljeni od Boga, če pa bo kdo od nas ali tujcev ... oviral našo voljo, naj bo odgovoren za naše grehe pred Bogom!"

### Mavzolej Aruitov (1277)
Mavzolej, po svojem darovalcu, trgovcu Aridžucu Hogevoreancu, imenovan Mavzolej Aruitov,  se nahaja južno od cerkve in njenega vhoda med skupino treh stavb. Streho podpirata dva vzporedna loka, ki se zbližata v obok z okulusom, okrašenim s kapniki. Po slogu je v veliki meri podoben gavitu cerkve Svetih apostolov v Aniju, vendar je v posvetilnem napisu datiran v leto 1277. Napis okoli okna je napisal bogat trgovec po imenu Arvic Hogevoreanc, ki je znan tudi iz napisa v žamatunu. Trgovec v napisu pojasnjuje, da je popravil vodovod, zgrajen leta 1198, ki so ga Mongoli pustili v slabem stanju.  Njegov napis se glasi: 
"Leta 726 [tj. 1277], po božji volji, jaz, Arvic Hogev[oreanc], sin Sargisa, in moja žena Seda, sva iz najinega poštenega dohodka zgradila to sobo z relikviariji, pri vratih našega žamatuna, v spomin na najine starše in ... [To sem] dokončal z božjo močjo, mojster Frer, (prvotno) iz Karnoj  Kalaka."
— Napis v mavzoleju Aruitov (1277)

### Rokopisi
Samostan je bil aktivno središče pisanja. V Horomosu je bil leta 1211 ustvarjen znameniti Hagpatski evangelij in nato dan v hrambo samostanu Hagpat. Na strani z naslovom Prihod v Jeruzalem je upodobljen Jezus, ki na oslu vstopa skozi vrata samostana Horomos.
Samostan je po padcu Anija še naprej deloval, vendar je bil v začetku 17. stoletja očitno začasno opuščen in nato po obnovi leta 1685 ponovno naseljen. Kot samostan je deloval, dokler ni bil med armenskim genocidom dokončno opuščen.
Po letu 1965 je bil samostan delno uničen, najverjetneje kot del turške vladne politike kulturnega genocida. Grobnice, za katero se domneva, da je pripadala kralju Ašotu III. (953–977) in je preživela vsaj do leta 1920, ni več mogoče najti. Nekatere stavbe so popolnoma izginile, na večini ohranjenih zidov pa so uničeni ometi. Kupola cerkve sv. Janeza se je zrušila v sedemdesetih letih 20. stoletja. Od leta 2003 je zaradi lege samostana ob armenski meji pridobitev dovoljenja za obisk skoraj nemogoča.

## Galerija

### Zgodovinske fotografija
- Cerkev sv. Janeza in njen žamatun; Foto Toros Toramanean, 1910. leta[25]
- Vzhodna stran cerkve sv. Janeza; zgodnje 20. stoletje photograph
- Žamatun Aruitov
- Žamatun cerkve sv. Janeza)
- Žamatun Aruitov
- Mavzolej kneza Vaceja Vacutjana, guvernerja Anija

### Aktualne fotografije
- Žamatun z vršnim stebriščem[26]
- Samostan
- Notranjost žamatuna cerkve sv. Janeza[26]
- Notranjost žamatuna[26]
- Notranjost žamatuna[26]
- Cerkev sv. Janeza
- Žamatun Aruitov
- Obok žamatuna cerkve sv. Janeza
- Notranjost žamatuna cerkve sv. Janeza[26]
- Notranjost žamatuna cerkve sv. Janeza[26]
- Ruzukanska kapela
- Posvetilni napis kralja Hovhannesa-Smbata III.[5]